# Marienwerder
Marienwerder (pronuncia tedesca: AFI: /maˌʁiːənˈvɛʁdɐ/ ) è un comune di 1 710 abitanti del Brandeburgo, in Germania.

Appartiene al circondario (Landkreis) del Barnim (targa BAR) ed è parte della comunità amministrativa (Amt) di Biesenthal-Barnim.

## Geografia antropica

### Suddivisioni amministrative
Il territorio comunale è suddiviso nelle frazioni (Ortsteil) di Marienwerder, Ruhlsdorf e Sophienstädt.